# Joachim Trier
Joachim Trier (ur. 1 marca 1974 w Kopenhadze) – norweski reżyser i scenarzysta filmowy.

## Życiorys

### Pochodzenie
Urodził się w stolicy Danii, ale dorastał w Norwegii. Pochodzi z filmowej rodziny - jego rodzice oraz dziadek zajmowali się kręceniem filmów. Jego dziadek Erik Lochen był reżyserem, ale przestał kręcić filmy po II wojnie światowej. Matka zrealizowała m.in. kilka filmów o emancypacji kobiet w Afryce. Ojciec Jacob Trier był dźwiękowcem. Młodszy brat zajmuje się kręceniem dokumentów, wcześniej zrobił również wiele teledysków muzycznych. Jest też autorem dokumentu o norweskich handlarzach bronią. Jego siostra jest fotosistką na planach filmowych.

### Początki
Joachim jako nastolatek był skateboardzistą rywalizującym na kilku mistrzostwach w Ameryce Północnej, zaczął wtedy kręcić i produkować własne filmy na temat deskorolek.
Studiował w Danii (Filmhøjskolen) oraz w Londynie (British National Film and Television School w Beaconsfield). Realizował filmy reklamowe, a także krótkometrażowe: Pieta (1999), Still (2001), Procter (2002). 

### Pierwsze sukcesy
W pełnym metrażu zadebiutował dobrze przyjętym komediodramatem Reprise. Od początku, raz jeszcze (2006), do którego był także współautorem scenariusza. Jego bohaterami byli dwaj zaprzyjaźnieni od dziecka młodzi pisarze, próbujący opublikować swoje debiuty. Za film ten Trier otrzymał wiele międzynarodowych nagród, w tym dla najlepszego reżysera na MFF w Karlowych Warach i nagrody Discovery na MFF w Toronto, jak również nagrodę Amanda. W 2007 czasopismo "Variety" uznało go jednym z "10 reżyserów, których warto obserwować". 
Jego drugi film fabularny, Oslo, 31 sierpnia (2011), miał swoją premierę na 64. MFF w Cannes w ramach sekcji "Un Certain Regard". Następnie zaprezentowano go m.in. na MFF w Toronto i Sundance. Film zdobył kilka międzynarodowych nagród i był nominowany do nagrody Cezara dla najlepszego filmu zagranicznego. Obraz cieszył się dużym uznaniem krytyków i znalazł się na ich wielu listach najlepszych filmów 2011 roku. 
Trier zasiadał w jury sekcji "Cinéfondation" na 67. MFF w Cannes (2014), a później również w jury konkursu głównego na 75. MFF w Cannes (2022).

### Dobra passa
Następny film Triera został nakręcony w języku angielskim. W Głośniej od bomb (2015) wystąpili m.in. Jesse Eisenberg, Gabriel Byrne i Isabelle Huppert. Obraz ten został wybrany do rywalizacji o Złotą Palmę na 68. MFF Cannes. 
Czwarta fabuła Triera była połączeniem horroru i thrillera. Thelma (2017) została pokazana na MFF w Toronto i została wybrana norweskim kandydatem do Oscara dla najlepszego filmu obcojęzycznego. Ostatecznie film nie zdobył jednak nominacji.

## Styl filmowy
W swoich filmach skupia się na zagadnieniach takich jak tożsamość, dezorientacja, ambicja, przyjaźń. Kino to dla niego sztuka formy pamięci, rekonstekstualizacja momentów uchwyconych. Jak twierdzi, jest zainteresowany tworzeniem kina i odkrywaniem, czym może ono być. Inspiracją są dla niego m.in. David Lynch, Ingmar Bergman, Federico Fellini, Woody Allen i Henrik Ibsen.

## Filmografia

### Reżyser

#### Filmy fabularne
- Reprise. Od początku, raz jeszcze (Reprise, 2006)
- Oslo, 31 sierpnia (Oslo, 31. august, 2011)
- Głośniej od bomb (Louder Than Bombs, 2015)
- Thelma (2017)
- Najgorszy człowiek na świecie (Verdens verste menneske, 2021)

#### Filmy krótkometrażowe
- Fatal Strategies (1995)
- Neglection (1996)
- The Transparency Of Evil (1997)
- Passport (1998)
- Pietá (1999)
- Still (2001)
- Procter (2002)